# Comuna Ozera, Svitlovodsk
Ozera (în ucraineană Озера) este o comună în raionul Svitlovodsk, regiunea Kirovohrad, Ucraina, formată din satele Oleksiivka, Ozera (reședința) și Talova Balka.

## Demografie
Componența lingvistică a comunei Ozera
     Ucraineană (93,84%)
     Rusă (3,42%)
     Alte limbi (0,98%)
Conform recensământului din 2001, majoritatea populației comunei Ozera era vorbitoare de ucraineană (93,84%), existând în minoritate și vorbitori de rusă (3,42%) și armeană (1,66%).